# Coelioxys fulviceps
Coelioxys fulviceps är en biart som beskrevs av Heinrich Friese 1911. Coelioxys fulviceps ingår i släktet kägelbin, och familjen buksamlarbin. Inga underarter finns listade i Catalogue of Life.